# Bruce Irons
Pour les articles homonymes, voir Irons.
Bruce Irons (né le 16 novembre 1979) est un surfeur professionnel américain. Il est le frère d'Andy Irons et fut aussi l'un de ses plus grand rivaux.

## Biographie
C'est en tant que free-surfeur qu'il a construit sa renommée. Il possède entre autres une vidéo autobiographique The Bruce Movie et fait partie du team Volcom. Arrivé sur le WCT en 2004, il rencontre des difficultés en début de saison. Il commence enfin à faire ses preuves en compétition, avec une victoire au Mémorial Eddie Aikau 2004 et une finale en France contre son frère. Il se requalifie de justesse pour le tour pro avec une finale au Pipe Master. Son année 2005 sera synonyme de confirmation puisqu'il se classera neuvième et reste vu comme l'un des prétendants au titre mondial. Le 3 août 2008 il signe sa première victoire sur le circuit professionnel, il s'impose au Rip Curl Pro Search qui se tient sur le spot de Padang-Padang à Bali ( Indonésie).